# 今市宿 (武蔵国)
今市宿（いまいちじゅく）は、武蔵国男衾郡今市村、川越児玉往還（川越道）にあった宿場。現在の埼玉県大里郡寄居町大字今市の今市交差点周辺が該当する。

## 最寄り駅
- 東武鉄道東上本線 男衾駅

## 史跡・みどころ
- 高蔵寺

## 隣の宿
川越児玉往還
奈良梨宿 - 今市宿 - 赤浜宿